# Tina Karol
Tina Karol (ukrajinsko Тіна Кароль; rojena kot Tetiana Liberman (Тетяна Григорівна Ліберман)), ukrajinska pevka; * 25. januar 1985, Orotukan, Rusija.
Tina Karol se je v Ukrajino preselila s starši, ko je bila stara 6 let. Že v mladosti je nastopala na številnih glasbenih prireditvah, tekmovanjih in šovih ter v muzikalih in gledaliških predstavah. Na latvijskem glasbenem festivalu Jaunais vilnis (Novi val), ki vsakoletno v mestu Jurmala, je zasedla drugo mesto. Kmalu je postala televizijsko prepoznavna osebnost.
Leta 2006 je Karolova zmagala na nacionalnem izboru za Pesem Evrovizije in predstavljala Ukrajino na Evroviziji 2006 v Kijevu. S pesmijo Show Me Your Love je zasedla 7. mesto.